# Каменка (Рамешковский район)
Каменка — деревня в Рамешковском районе Тверской области.

## География
Находится в восточной части Тверской области на расстоянии приблизительно 5 км на северо-восток от районного центра поселка Рамешки.

## История
Известна с 1859 года как сельцо, в котором было 27 дворов, в 1887 — 24, в 1936 — 68 хозяйств. Помещиком в 1862 году был А. Г. Сингилицин. В советское время работали колхозы «Каменка», им. Сталина, «Память Ленина». В 1998 году в деревне 14 домов постоянных жителей и 28 — собственность наследников и дачников. До 2021 входила в сельское поселение Некрасово Рамешковского района до их упразднения.

## Население
Численность населения: 174 человека (1859 год),113 (1887), 338 (1936), 28 (1989), 32 (русские 100 %) в 2002 году, 27 в 2010.